# Giovanni Tosi
Giovanni Tosi (Menaggio, 14 maggio 1899 – Menaggio, 1º ottobre 1985) è stato un velocista e calciatore italiano, di ruolo ala.

## Carriera

### Atleta
Nato nel 1899 a Menaggio, in provincia di Como, a 21 anni partecipò ai Giochi olimpici di Anversa 1920, nei 400 m piani, uscendo in batteria, quarto con il tempo di 52"6 (passavano ai quarti di finale i primi due).
Tesserato prima per lo S.C. Menaggio, poi per lo Sport Club Italia di Milano, con quest'ultima detenne due record italiani in staffetta: nella 4×100 m, in 44"4/5 nel luglio 1922 (eguagliato poco più di due mesi dopo e battuto poco meno di un anno dopo) con Bolgiani, Giovanni Orlandi e Angelo Scuri e nella 4×400 m, con il tempo di 3'29"3/5, sempre a luglio 1922 (in questo caso superato poco più di due mesi dopo) insieme a Mario Cavalleri, Mario Ferrari e Umberto Picco.

### Calciatore
Disputò sei stagioni nel ruolo di ala sinistra nella Pro Patria. Esordì in Prima Categoria a Cremona il 24 ottobre 1920, nella partita Cremonese-Pro Patria (1-2), realizzando la seconda rete dei bustocchi. Con i biancoblù collezionò 41 presenze.
Morì nel 1985, a 86 anni.

## Palmarès
| Anno | Manifestazione  | Sede    | Evento      | Risultato | Prestazione | Note |
| ---- | --------------- | ------- | ----------- | --------- | ----------- | ---- |
| 1920 | Giochi olimpici | Anversa | 400 m piani | Batteria  | 52"6        |      |